# François Ier d'Este
Pour les autres membres de la famille, voir Maison d'Este.
François Ier d'Este (né à Modène le 6 septembre 1610, mort à Santhià le 14 octobre 1658) est le fils aîné survivant d'Alphonse III d'Este, duc de Modène et de Reggio à qui il succède le  25 juillet 1629. Sa mère est Isabelle de Savoie, fille de Charles-Emmanuel Ier et de Catherine-Michelle d'Espagne. Il règne jusqu'en 1658.

## Biographie

### Prince et chef de guerre
François devient duc en 1629 après l'abdication de son père Alphonse III d'Este. Il fut certainement le plus grand des princes de la Maison d'Este.
À peine monté sur le trône, il connait la terrible épidémie de peste de 1630-1631 à Modène qui contamine 70 % de la population et en tue 40 %. Il se réfugie sur les collines de Reggio d'Émilie où, la maladie arrivant plus tard et s'avérant moins virulente, toute la famille ducale en réchappe. Il en donne le mérite à la Vierge de la Ghiara : ainsi naît une dévotion adoptée par tous les Este, son effigie est même reproduite sur plusieurs monnaies.
Après l'épidémie, il épouse Marie Farnèse (Parme, 18 février 1615 – Sassuolo, 25 juillet 1646), fille du duc de Parme Ranuce Ier  alors que la guerre de Trente Ans débute. Le duc s'allie à l'Espagne  et envahit le duché de Parme de son beau-frère ; il s'ensuit des incursions françaises dans le Modénais. Il se rend à Madrid pour obtenir une récompense mais il revient les mains vides. Pour annexer Correggio, après que l'Empereur a déclaré déchu le prince Siro pour indignité, il doit débourser 230 000 florins et maintenir une garnison espagnole.
Peu de temps après, la guerre de Castro éclate, le pape Urbain VIII (Maffeo Barberini) voulant annexer Castro comme il l'avait fait de Urbino. Parme, Modène, Venise et Florence s'allient contre le pape. Les autres États[Lesquels ?], inquiets de l'ambition de François Ier d'Este qui cherche à reconquérir Ferrare, s'activent à organiser une paix qui est signée le 31 mars 1644, par un traité qui laisse les choses en l'état. Encore une fois, François Ier espère une aide de l'Espagne qui ne vient pas et il tente un rapprochement avec la France, soutenu en cela par la diplomatie du cardinal Mazarin.
François Ier engage des troupes pour la conquête de Crémone mais les conditions climatiques, l'absence des troupes et du soutien financier promis par Mazarin l'oblige à renoncer. Le sort de la guerre de Trente Ans prend une tournure favorable pour l'Espagne et encore une fois, le duc cherche à négocier avec celle-ci puis il se rapproche de nouveau de la France, arrangeant le mariage de son fils Alfonse avec Laure Martinozzi, nièce de Mazarin.
Le gouverneur espagnol de Milan, Luis de Benavides Carrillo, marquis de Caracena, passe le Pô et, à Gualtieri, entre dans les territoires des Este pour conquérir Reggio. Cette fois, les conditions climatiques sont favorables et la défense de la ville contraint Caracena à renoncer et à se retirer.
Au cours des années suivantes, François Ier, allié à la France et au Piémont, combat en Lombardie et en Piémont, en qualité de commandant des troupes françaises en plus des siennes. Avec l'aide de son fils, il obtient des succès lors de la prise de Valenza et d'Alexandrie en 1656-1657. À la fin de 1657, il retourne à Modène et en 1658, il repasse le Pô, remonte l'Adda et arrive aux portes de Milan avant de se diriger vers le Piémont pour assiéger Mortara qu'il conquiert. Il ne peut profiter de sa victoire, atteint de la malaria, et  meurt à Santhià le 14 octobre 1658 dans les bras de son fils Almerigo.

### Le mécène
Grand et audacieux condottiere, François Ier fait de  Modène une véritable capitale grâce à ses réalisations, il fait construire le palais ducal, le théâtre de la Spelta (3 000 places assises), il fait élargir le canal jusque dans la cité qui dispose désormais d'un port, il construit la somptueuse villa des Pentetorri (entièrement détruite lors d'un bombardement pendant la Seconde Guerre mondiale) et il décide la construction du petit palais de  Vigarani dans les jardins du palais (aujourd'hui jardins publics). Il construit aussi le palais ducal de Sassuolo destiné à la villégiature de la cour. La chapelle musicale ducale est prestigieuse ; elle a pour directeur, de 1647 à 1665, le compositeur Marco Uccellini, qui est aussi maître de chapelle de la cathédrale.
Protecteur des artistes et des écrivains, François Ier enrichit la galerie d'Este, la portant au niveau des plus riches collections d'Europe par l'acquisition d'œuvres des principaux artistes de son temps. Par manque d'argent, une grande partie des œuvres  est revendue au siècle suivant par son descendant François III au roi de Pologne et électeur de Saxe Auguste III et elles se trouvent au musée de Dresde.
À la galerie de Modène, on trouve deux portraits du duc : le buste en marbre de Bernini et le portrait de Velazquez.

### Les funérailles princières
Ses funérailles, organisées par le père jésuite Domenico Gamberti, sont d'un faste exceptionnel qui leur vaut d'être souvent citées dans les ouvrages de l'époque. La mise en scène du « théâtre funéraire » est dirigée par Gaspare Vigarani, dont le fils, Carlo Vigarani, sera ingénieur et « intendant des plaisirs du roi » de Louis XIV. Le portrait du prince est accompagné par non moins de 124 statues et médaillons représentant ses ancêtres, chacun associé à une qualité héroïque ou une vertu particulière, entourés de trophées, allégories et la « bizarrerie de mille autres ornements ». Beaucoup de ces figures sont inspirées des fresques de la galerie des ancêtres du château de Ferrare, réalisée en 1577 par Pirro Ligorio d'après les portraits dynastiques composés en 1545 par Girolamo da Carpi. Un album de gravures, s'inspirant des scènes et devises de cette parade, est publié sous le titre L'Idea di un Principe ed Eroe Cristiano in Francesco I d'Este, di Modena e Reggio Duca VIII (« L'idée d'un prince et héros chrétien en François Ier d'Este, 8e duc de Modène et Reggio »).

L'idée d'un prince et héros chrétien
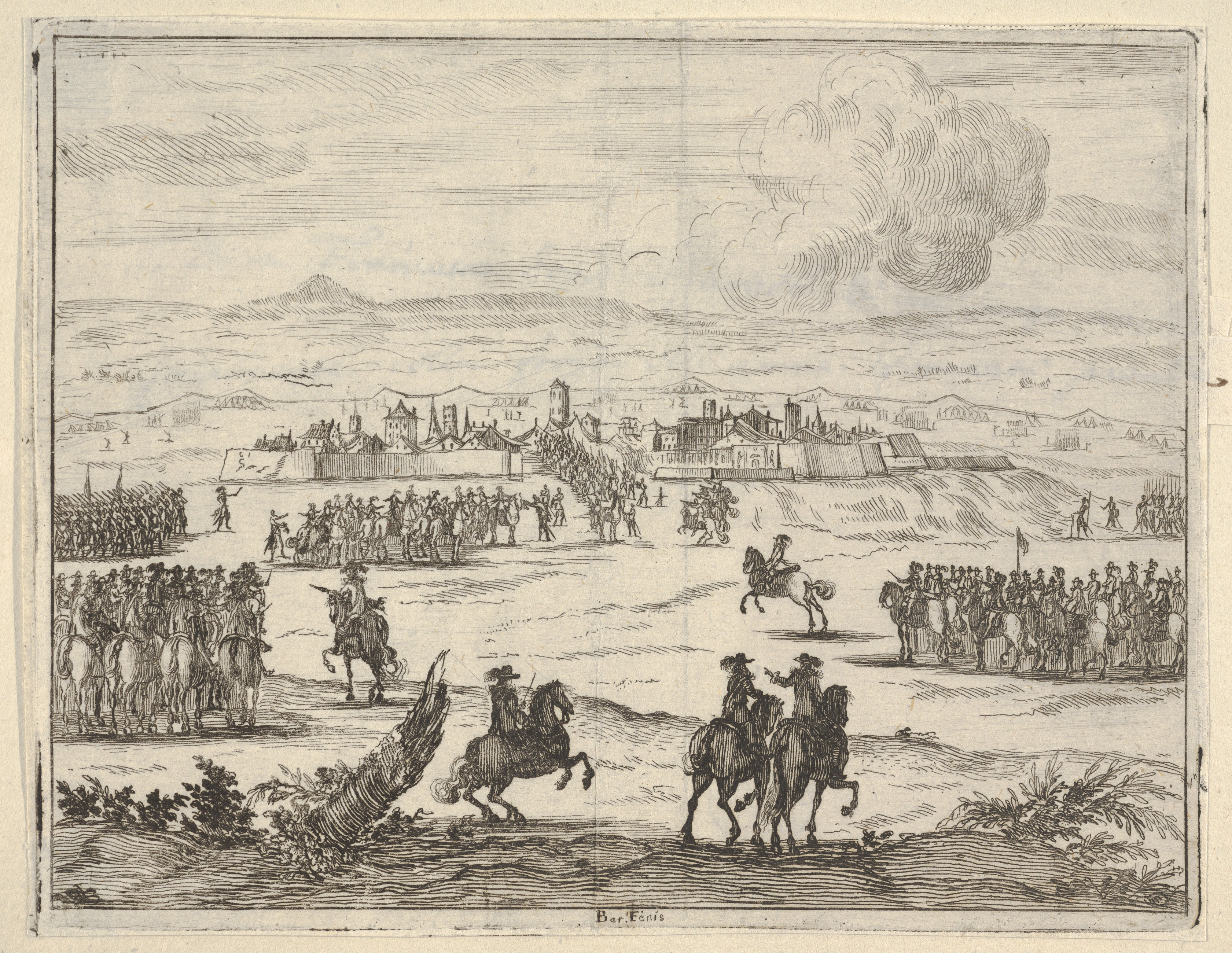
Prise de Valenza après un long siège avec l'aide du roi de France
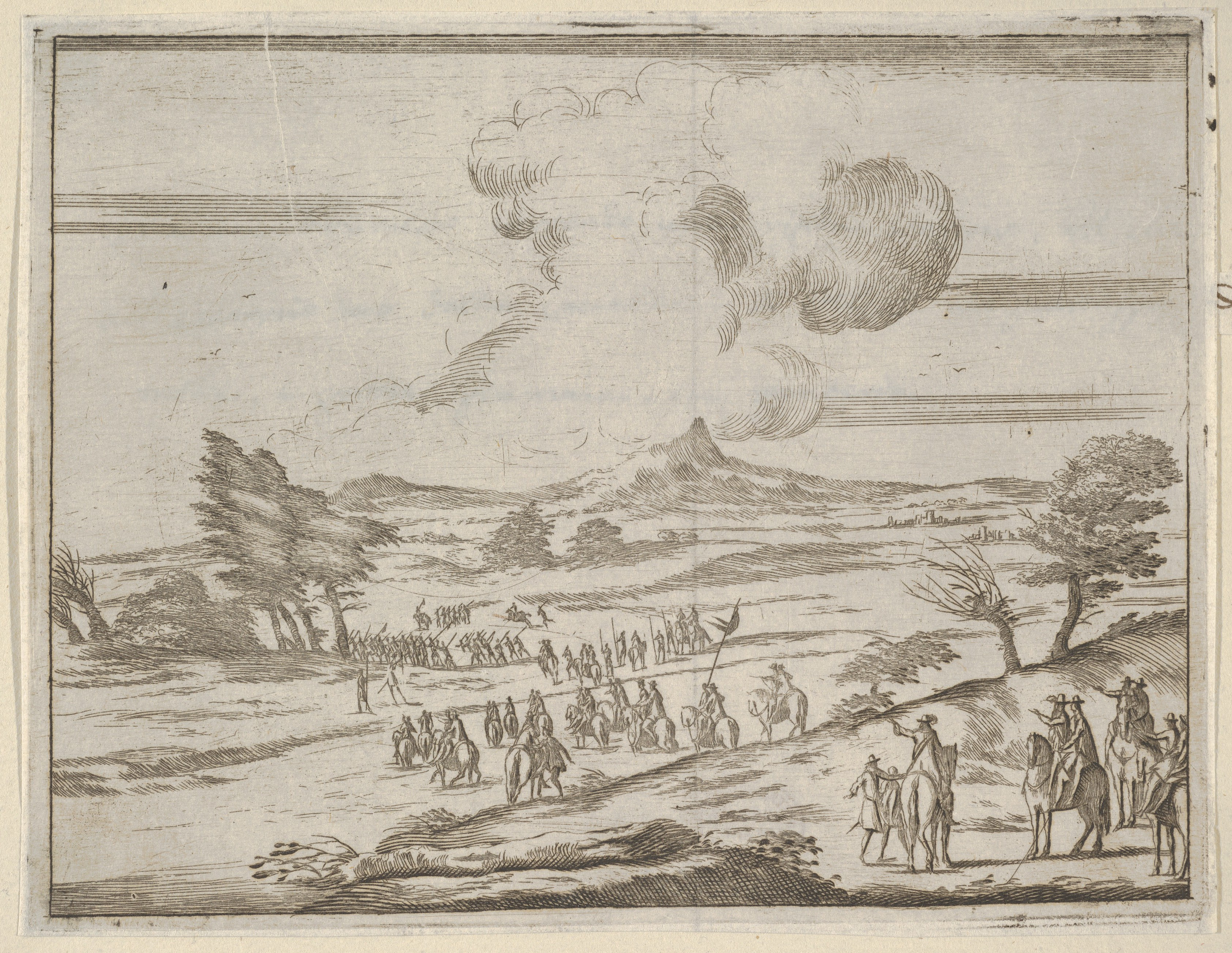
Passage d'un torrent en crue à la tête de ses troupes
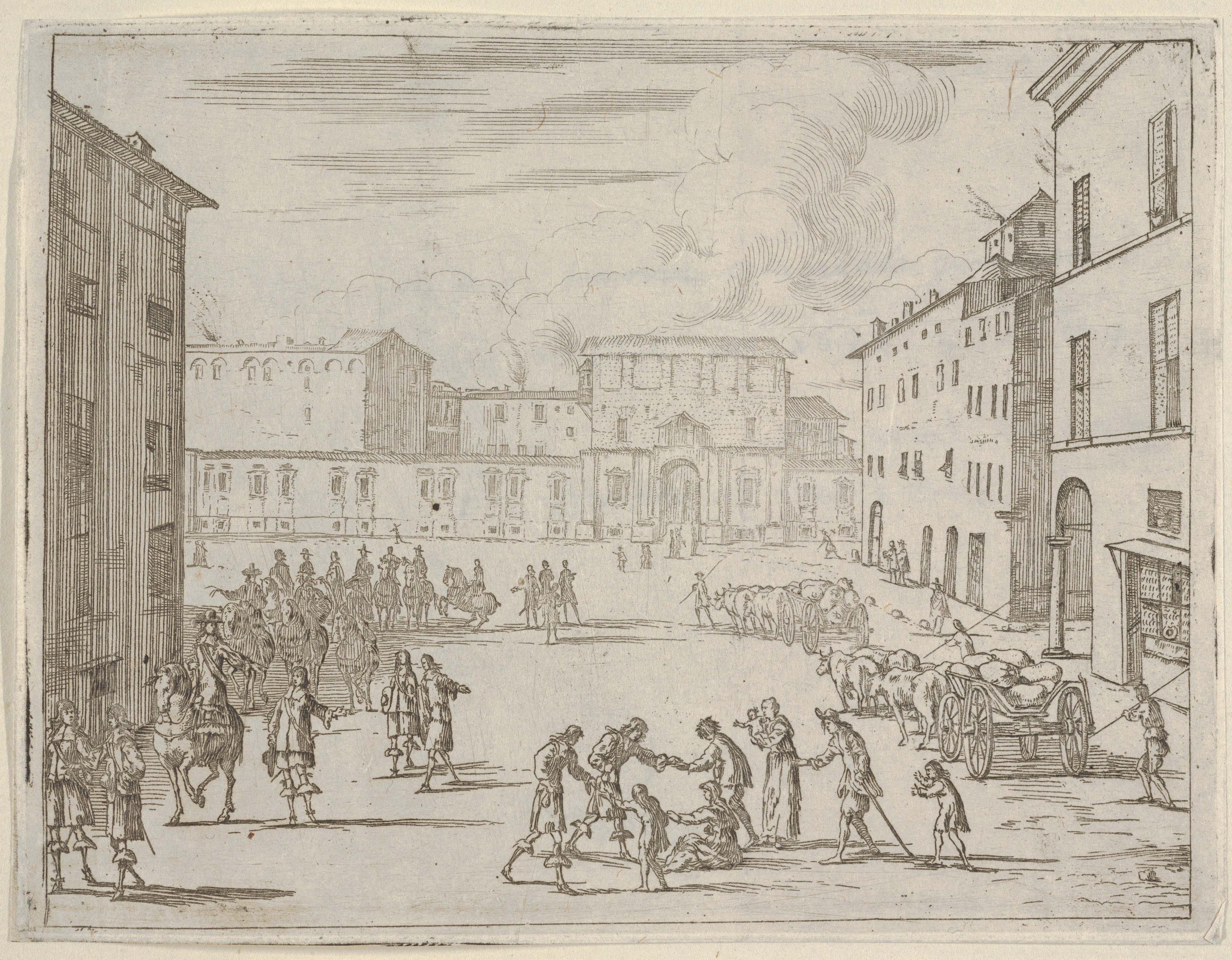
François nourrit ses sujets pendant la grande famine de 1648-1649
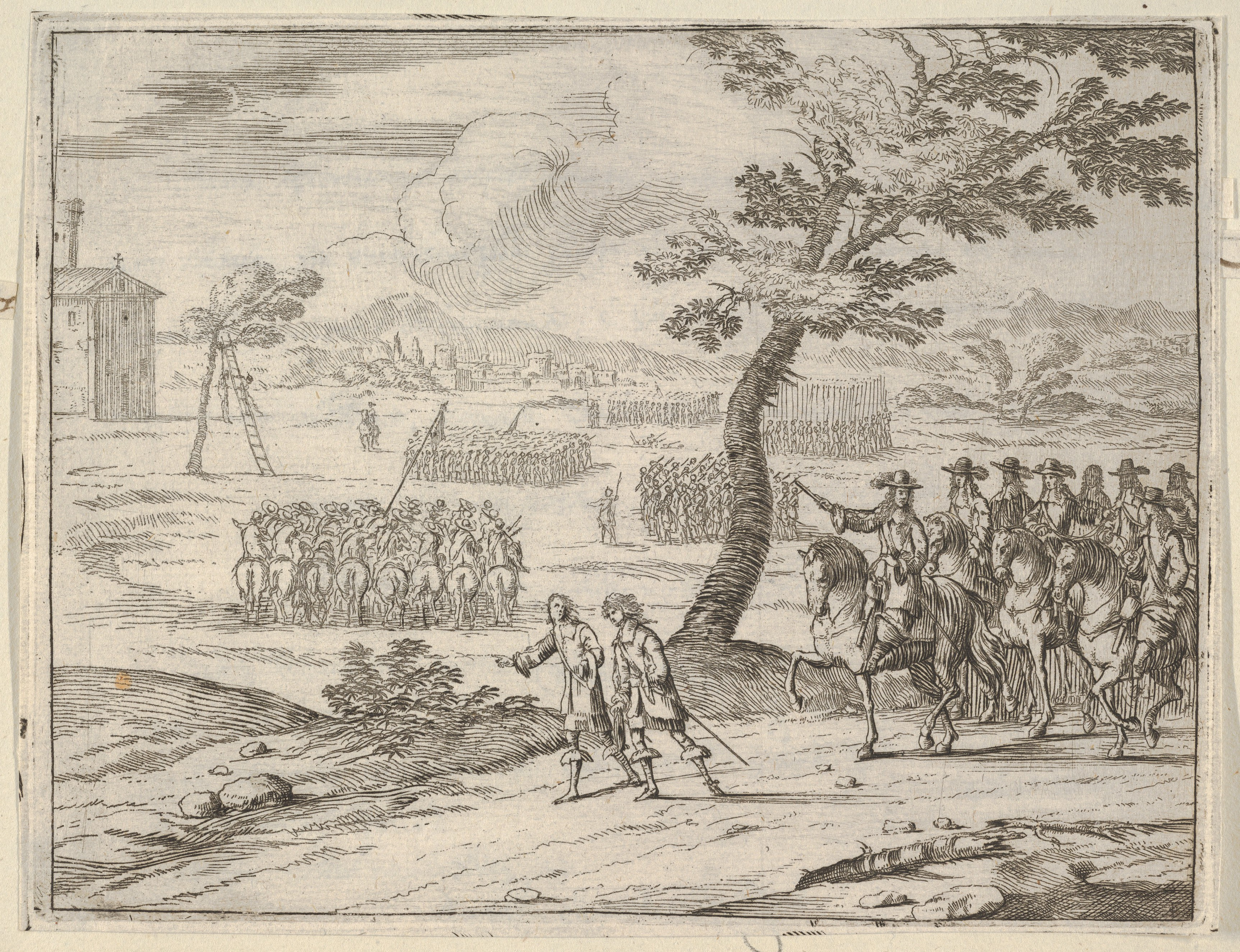
François fait punir de mort un soldat qui a volé un calice
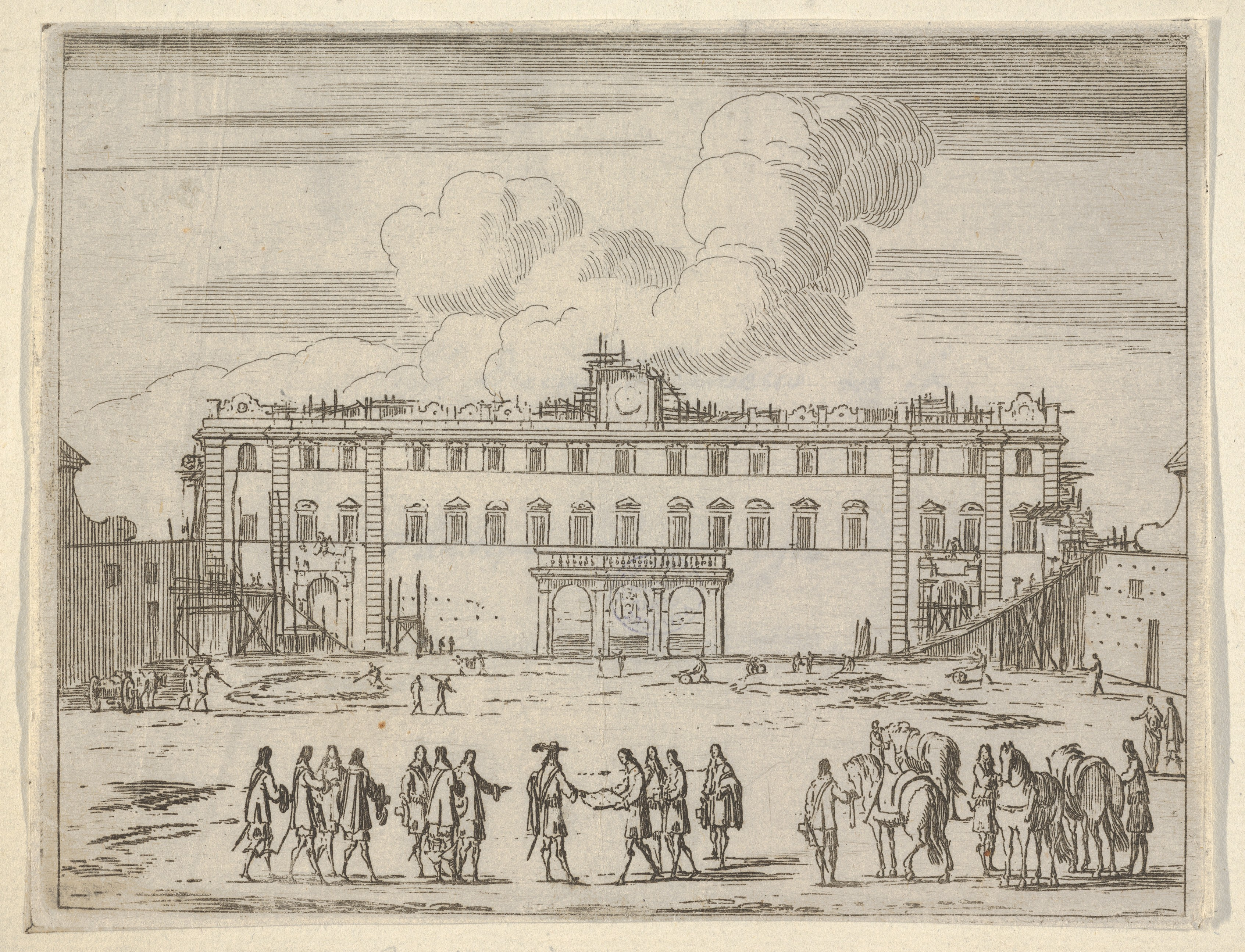
François fait construire le palais de Sassuolo
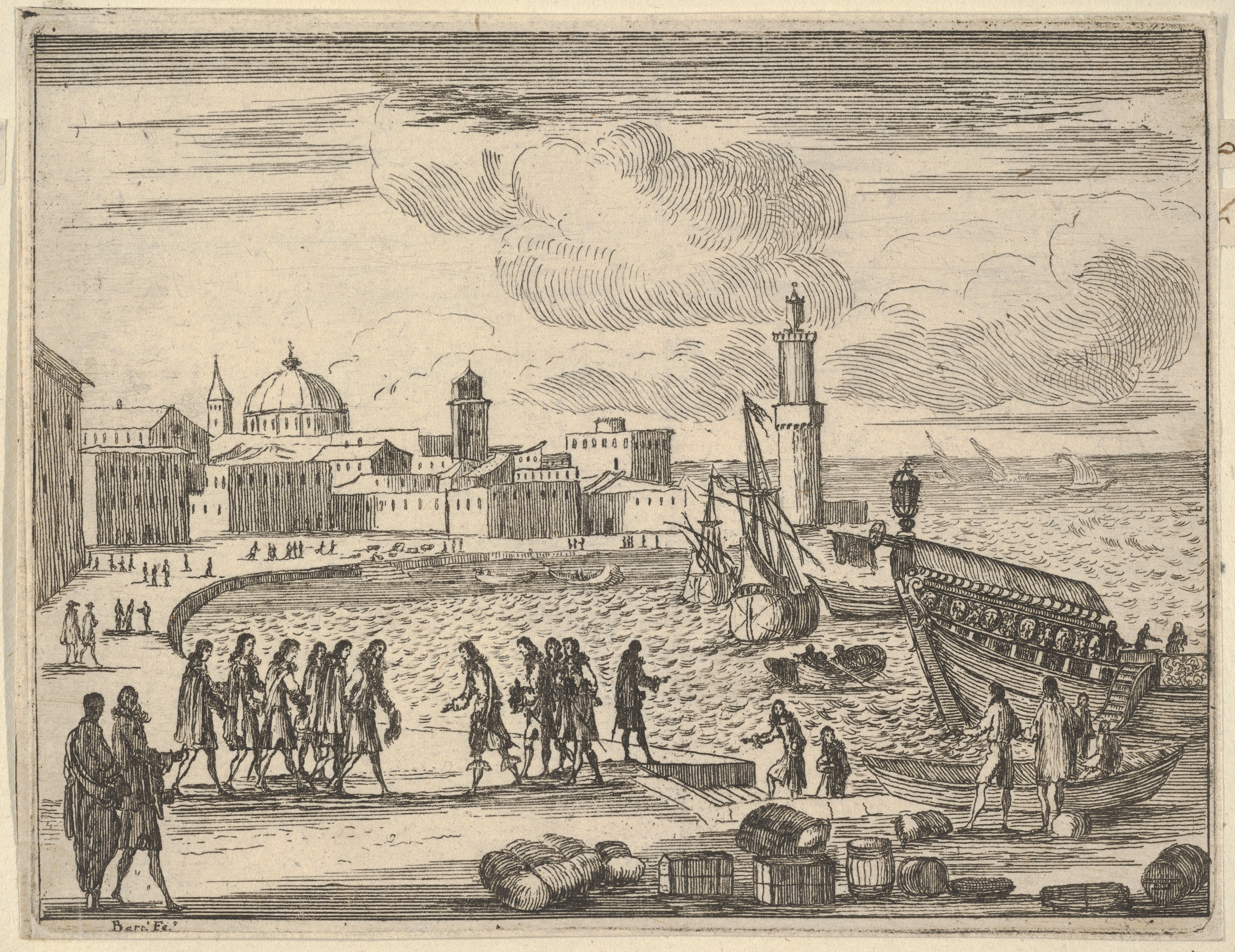
François réunit ses forces à celles de Venise et Gênes contre les Ottomans
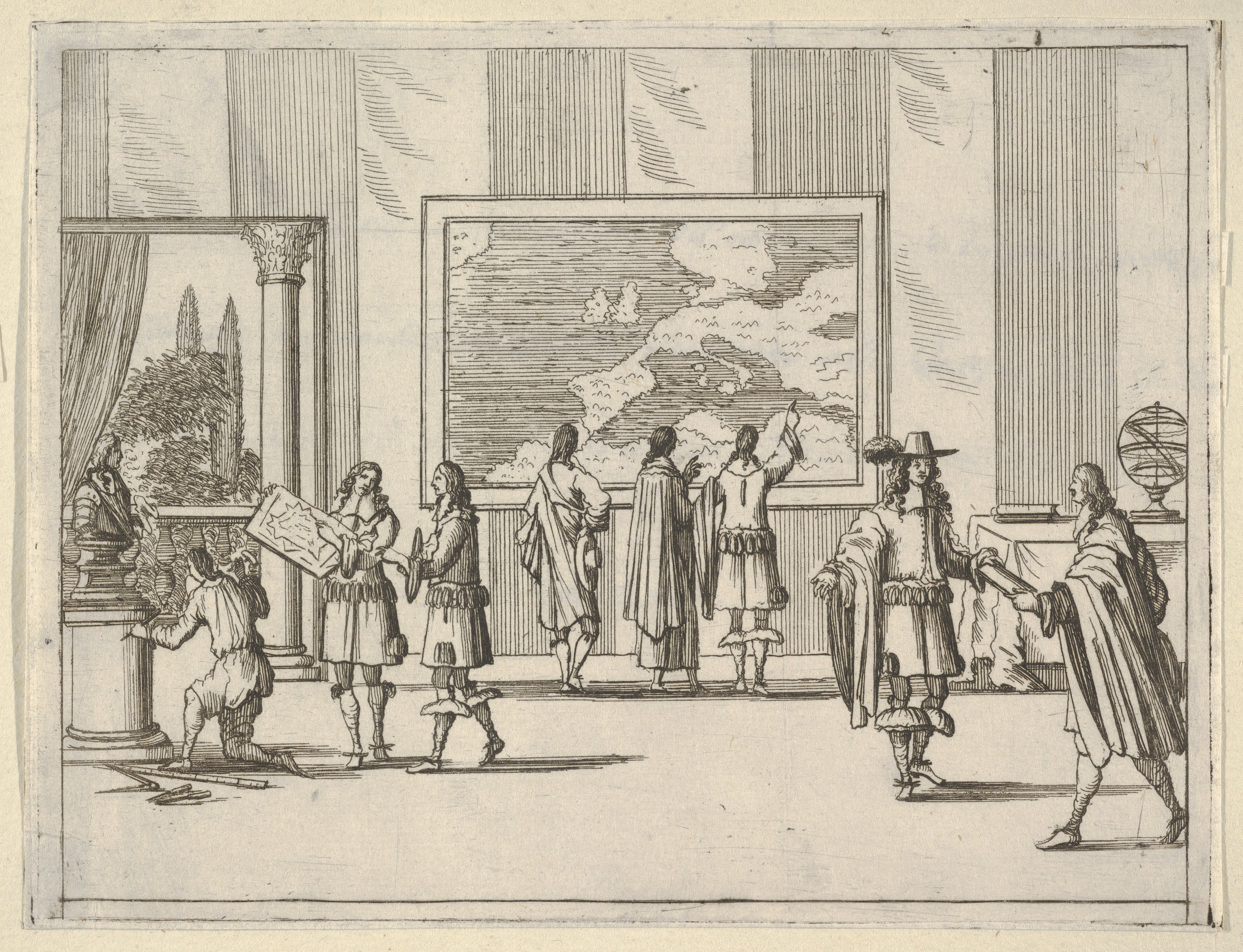
François invite des savants étrangers à sa cour
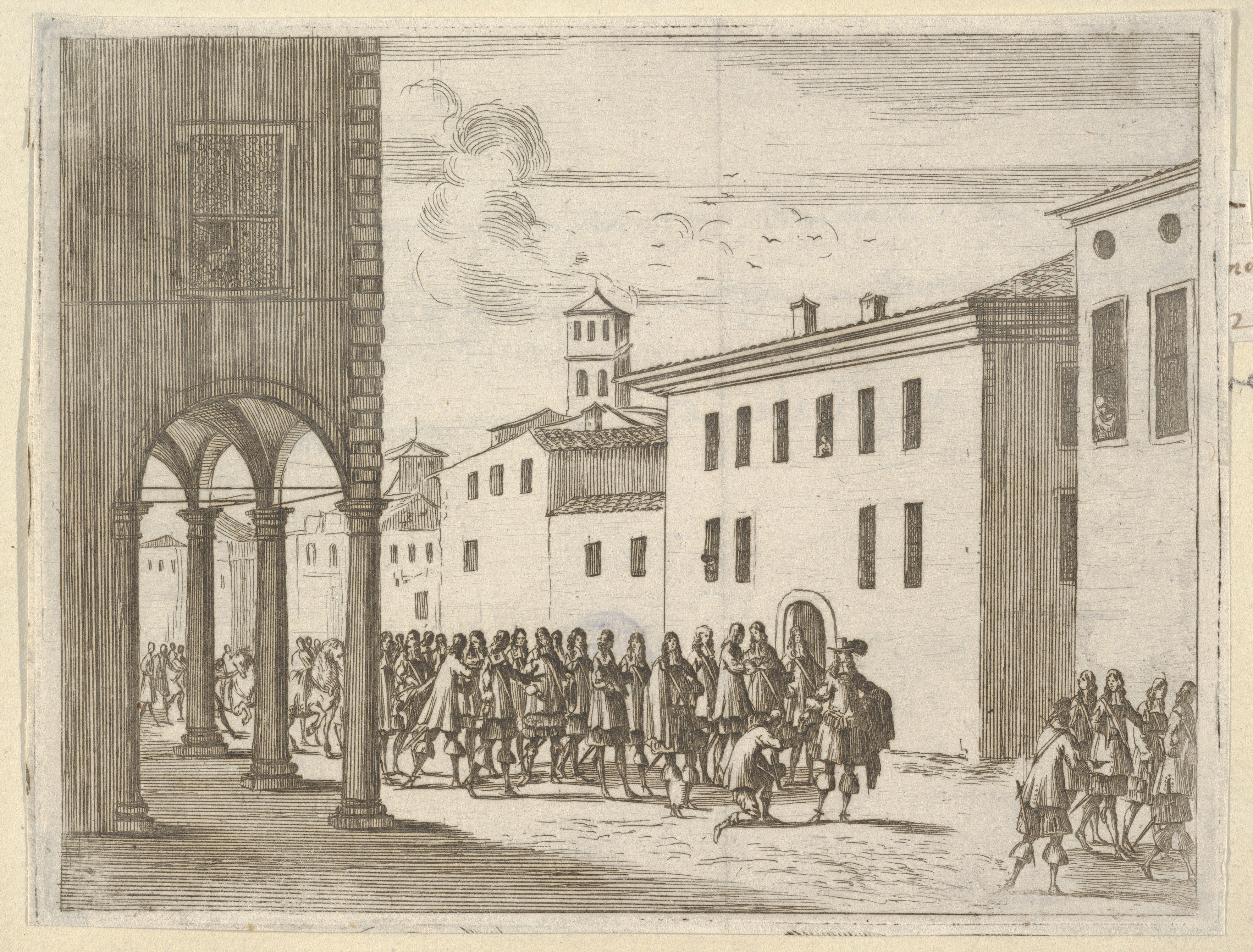
François recevant l'affection de son peuple

## Descendance
François Ier se marie trois fois :
1. le 11 janvier 1631 avec Marie-Catherine Farnèse (18 février 1615 - 25 juin 1646), fille de Ranuce Ier Farnèse duc de Parme ;
2. le 12 février 1648 avec Vittoria Farnèse (29 avril 1618 - 10 août 1649) sa belle-sœur ;
3. le 14 octobre 1654 avec Lucrezia Barberini (24 octobre 1630 - 24 août 1699), fille de  Taddeo Barberini.

Mariages
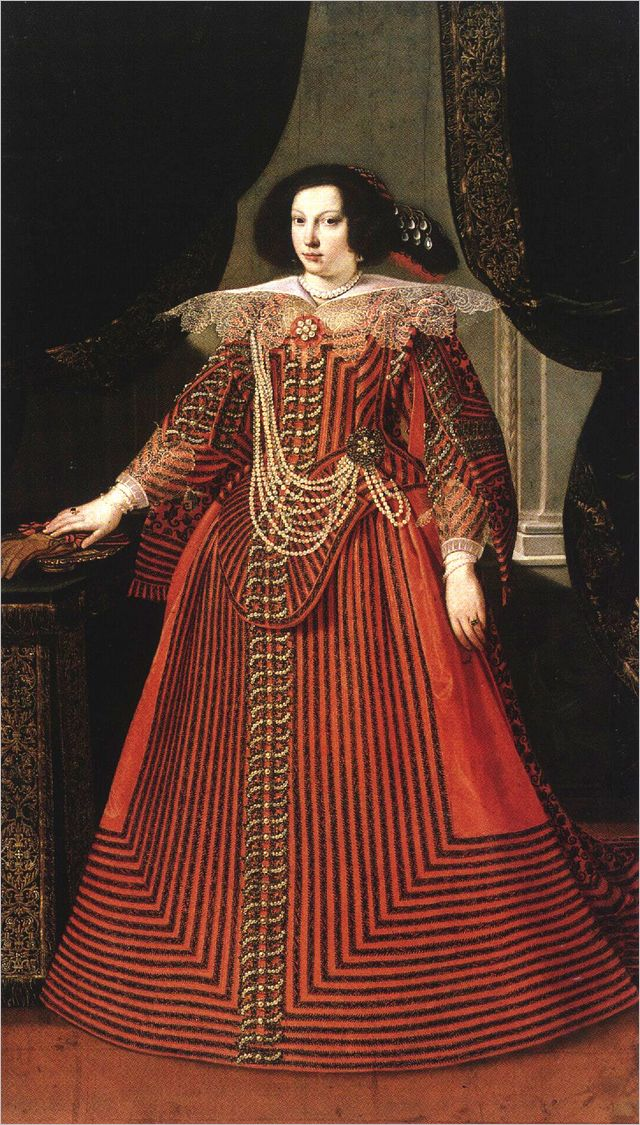
Maria Caterina Farnese
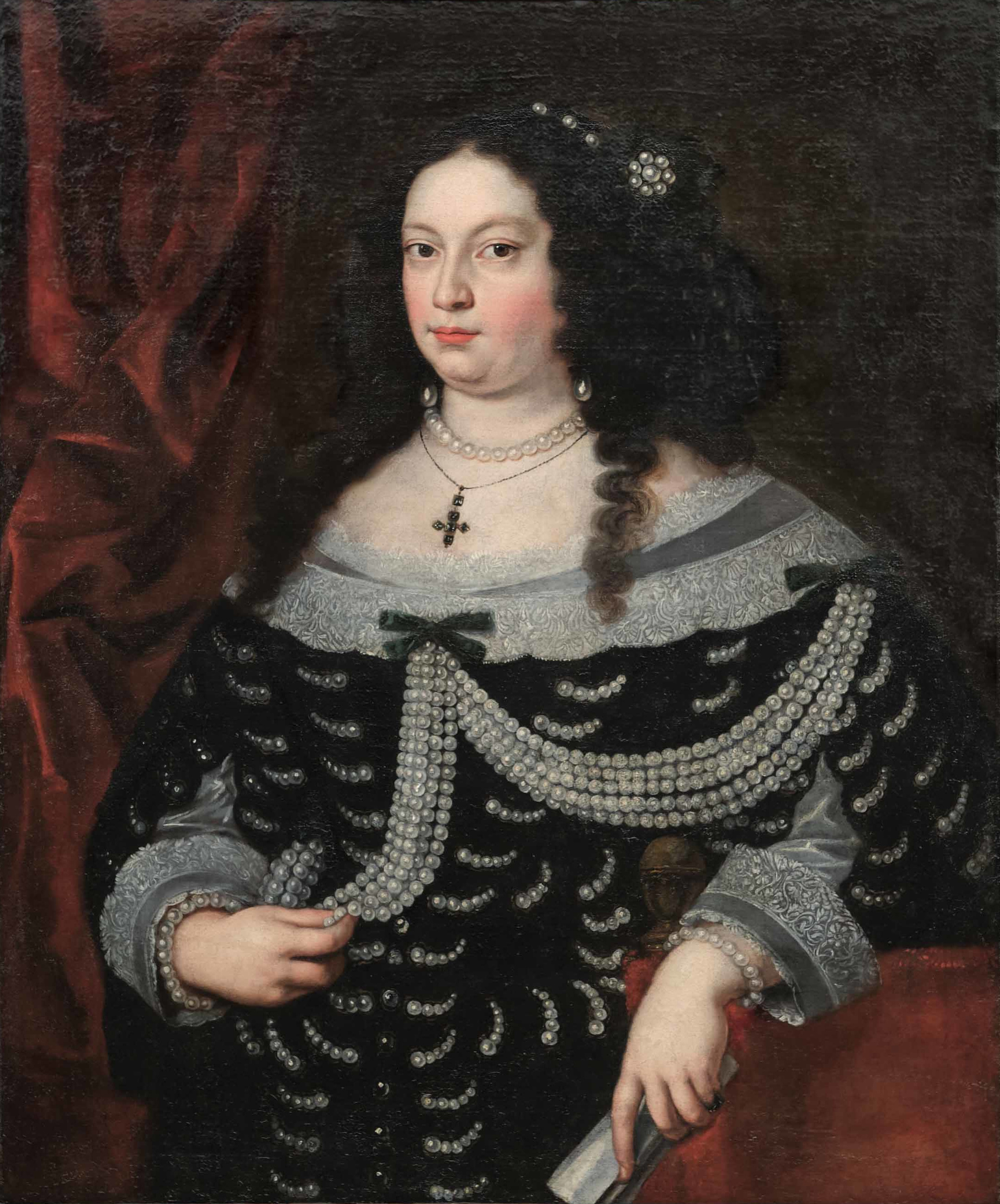
Vittoria Farnese
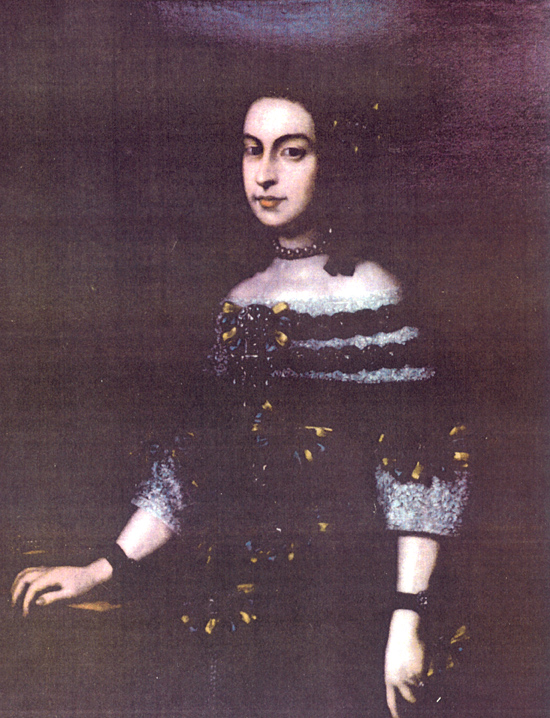
Lucrezia Barberini

De son premier mariage, il a neuf enfants :
1. Alphonse d'Este (1632) ;
2. Alphonse (1634 - 1662) duc à partir de 1658 ; en 1655 il se marie avec Laura Martinozzi (1636 † 1687), nièce du cardinal Mazarin ;
3. Isabelle (1635 - 21 août 1666). le 18 février 1664 elle se marie avec Ranuce II Farnèse (1630 - 1694) Duc de Parme ;
4. Éléonore (1639 - 1640) ;
5. Thibault (Tedaldo) (1640 - 1643) ;
6. Almerico d'Este (it) (18 mai 1641 - 14 novembre 1660) ;
7. Éléonore (1643 - 24 février 1722), qui entre dans les ordres ;
8. Marie (8 décembre 1644 - 20 août 1684) qui épouse en octobre 1668 Ranuce II Farnèse, veuf de sa sœur Isabelle ;
9. Thibault (Tedaldo) (1646).

De son second mariage, il a une fille :
- Victoria  (24 août 1649 - 1656).

De son troisième mariage, il a un autre enfant : 
- Renaud III de Modène (1655 - 1737) cardinal 1686-1695, duc en 1694. En 1696 il renonce à la pourpre et se marie avec Charlotte-Félicité de Brunswick-Calenberg (1671-1710) fille du prince Jean-Frédéric de Brunswick-Lunebourg et de Bénédicte-Henriette du Palatinat.